# Reta (Buenos Aires)
Reta es una localidad balnearia del partido de Tres Arroyos, en la provincia de Buenos Aires, Argentina. Se encuentra a unos 89 km por ruta de la cabecera distrital Tres Arroyos.

## Historia
Martín Reta fue un estanciero de la zona que en 1890 irrumpió en las costas bonaerenses y en 1929 fundó, en una de sus estancias (LA CASUALIDAD), al pueblo al cual llamó Reta.
La inauguración del primer hotel, que tenía dos plantas y el confort de la época le permitió al pueblo crecer. Tenía una lujosa y  moderna sala de juegos en el segundo piso, en el que funcionaba también la guardería de niños. A ello se sumaba un camino de hormigón que llegaba hasta la playa.
Al año siguiente de la fundación, el maestro Emilio de la Calle, con la finalidad de recibir estudiantes secundarios de Tres Arroyos, fundó la colonia turística Bartolomé Mitre, destinada a albergar a estudiantes, maestros y periodistas.
A principios del año siguiente se terminaron las obras del primer hotel del balneario, el cual se llamó Hotel Playa. El Balneario Reta quedó fundado oficialmente el 28 de noviembre de 1929, según lo dispuesto por el entonces gobernador de la provincia de Buenos Aires, Valentín Vergara.
En 1945 se inauguró la primera escuela, en 1955 la iglesia de la Sagrada Familia, en 1962 llegó al balneario el servicio telefónico y recién en 1978 la luz eléctrica.
A partir de la segunda mitad de la década del 70 comenzaron a establecerse de forma precaria los primeros paradores que darían forma a los que hoy se encuentran en el pueblo.
En el año 2012 llegó el asfalto hasta la entrada del balneario.

## Descripción
Desde mediados de 2019, la localidad ya cuenta con señal de telefonía móvil de la empresa Movistar Argentina. También el pueblo cuenta con servicio de Banda Ancha fija por medio de antenas que coloca una empresa de la ciudad de Tres Arroyos.

## Población
Cuenta con 395 habitantes (Indec, 2022), lo que representa un descenso del 20,2% frente a los 495 habitantes (Indec, 2010) del censo anterior.
| Gráfica de evolución demográfica de Reta entre 1991 y 2022 |
|                                                            |
| Fuente: Censos nacionales del INDEC                        |